# Peter Sculthorpe
Peter Joshua Sculthorpe (født 29. april 1929 i Launceston, Tasmanien, Australien - død 8. august 2014) var en australsk komponist.
Han begyndte at komponere som 7-årig, i perioden 1946-1950 studerede han på Melbourne Concervatorium, og vendte tilbage til Tasmanien og fik et stipendium til at studere på Oxford University.
Hans lærer var Egon Wellesz.
Peter Scultorpe komponerede i mange genrer, men var mest modernist. Han regnes blandt de ledende komponister i sin generation.

## Værker
- Sun Music 1
- Sun Music 2
- Sun Music 3
- Sun Music 4
- Music For Japan
- Mangrove
- Earth Cry
- Kakado
- Memento Mori
- From Oceania
- Mangro For Ochestra
- Port Essington for stings & String Trio
- Small Town
- Requiem
- Birthday of Thy King
- Elegy For String & Solo Violin